# Jeunesse ouvrière chrétienne
Pour les articles homonymes, voir JOC.
La Jeunesse ouvrière chrétienne (JOC) est une association catholique et apostolique d’éducation populaire et de formation spirituelle à destination des jeunes du milieu ouvrier, généralement considérée comme étant située à gauche, voire, dans le passé, à l'extrême gauche de l'échiquier politique.
Créée en Belgique en 1925 par le père Joseph Cardijn, elle est aujourd'hui ancrée dans la majorité des pays francophones et présente dans plus d'une cinquantaine de pays au total, par le biais de deux organismes internationaux : la Jeunesse ouvrière chrétienne internationale (JOCI) et la Coordination internationale des Jeunesses ouvrières chrétiennes (CIJOC).
La JOC a pour but :
- de former des jeunes militants ouvriers chrétiens, acteurs de leur vie, de la société et de l'Église,
- d'agir pour un changement qui conduise à une société nouvelle et juste, durable et fraternelle.

Les militants de la JOC sont appelés des « jocistes » et, en 2014, la JOC belge change de nom, passant de « Jeunesse ouvrière chrétienne » à « Jeunes organisés et combatifs », conservant ainsi l'acronyme mais abandonnant les références exclusives au christianisme et au monde ouvrier.

## Les caractéristiques fondamentales de la JOC
Les mouvements nationaux JOC partagent trois caractéristiques fondamentales communes, plus ou moins affirmées selon les pays :
- La JOC est une association « par les jeunes, pour les jeunes et entre jeunes »[4]. Elle est dirigée et gérée par les jeunes eux-mêmes. La JOC leur propose un projet éducatif fondé sur l’action et la responsabilisation[5].
- La JOC est un mouvement apostolique de l’Église catholique. Par diverses propositions, elle permet aux jeunes de se questionner sur leur foi et de se découvrir aimés de Dieu[6],[7].
- La JOC fait partie du mouvement ouvrier. Elle s'adresse en priorité aux jeunes du milieu ouvrier et des quartiers populaires. Elle leur propose d'entrer dans le combat pour leur dignité dans la continuité des luttes sociales[8],[9],[10].

Le slogan de la JOC est une citation de son fondateur Joseph Cardijn : « Un jeune travailleur vaut plus que tout l'or du monde car il est fils de Dieu »,.

## Les méthodes fondamentales de la JOC
La pédagogie centrale de la JOC est la révision de vie,,,. C'est une méthode de relecture en trois étapes qui se vit généralement en équipe de 3 à 10 jeunes, :
- Voir : Les jocistes partagent ce qu'ils vivent dans leur vie quotidienne (travail, études, vie affective, famille…). Ils sont invités à être attentifs à la vie des autres jeunes.
- Juger : Les jocistes portent un regard critique sur les situations de vie partagées lors de la première étape. Ils recherchent les causes des situations difficiles afin de pouvoir agir dessus. Ils confrontent ces situations à leurs convictions et à leur foi, souvent à l'aide d'un texte biblique.
- Agir : Les jocistes construisent un projet collectif ou personnel pour répondre aux situations problématiques vécues par les jeunes.

La méthode de la révision de vie est également utilisée par d'autres mouvements d'action catholique. Elle a été mise en lumière par le Pape Jean XXIII dans la lettre encyclique Mater & Magistra.
La JOC a développé différentes méthodes de formation et d'action qui lui sont propres :
- La démarche d'enquête (ou aller-vers)[20],[21] : La JOC mène régulièrement de grandes enquêtes auprès des jeunes du milieu ouvrier. Développée dès les années 1930[22], la démarche enquête permet à la JOC d'aller à la rencontre de nouveaux jeunes et de mettre en lumière des situations problématiques qu'ils vivent.
- La carte de relation[23] : c'est un outil sur lequel chaque jociste note les noms des jeunes avec qui il est en lien et ce qu'ils vivent. Utilisée lors des rencontres d'équipe, la carte de relation permet aux jocistes d'être attentif à la vie des jeunes qui les entourent.
- L'accompagnement[24],[25],[26] : La JOC est entièrement dirigée par les jeunes mais chaque instance est accompagnée par un adulte prêtre ou laïc. Il est présent pour donner des conseils et apporter un regard extérieur mais ne dispose d'aucuns pouvoirs sur les prises de décisions du mouvement.

## La JOC en Belgique

### Histoire de la JOC en Belgique

#### Contexte social en Belgique avant la création de la JOC
Au XIXe siècle, la révolution industrielle pousse une population majoritairement rurale à quitter les campagnes pour travailler dans les villes. À la fin du XIXe siècle, une crise économique majeure éclate : la Grande Dépression (1873-1896) qui affecte grandement la Belgique et pousse la classe ouvrière encore plus dans la misère. Dans les années 1890, la dépression cède la place à une expansion de la société industrielle, la population est asservie, hommes, femmes et enfants sont mis au travail pour assouvir les besoins grandissants de main d’œuvre,. Les enfants et les jeunes entrent massivement dans le circuit du travail, dans le monde des adultes sans aucune transition. Les jeunes sont engrenés dans la fatalité, le déracinement et le manque d’identité propre.
Les conditions de travail sont inhumaines, la rémunération très maigre et les journées de travail très longues allant de dix à douze heures sans couverture sociale. Au même moment, de nombreux mouvements sociaux et contestations ouvrières contre la domination de la bourgeoisie éclatent aux quatre coins du monde. En Belgique, cette crise donne lieu aux « émeutes de la faim » en 1886,. Le Parti catholique, alors seul au pouvoir de 1884 à 1916, cède aux pressions et l’émancipation de la masse ouvrière débute. En 1893, le droit de vote plural réservé aux hommes remplace le vote censitaire. Le Parti Ouvrier Belge accède à la Chambre des représentants et les autorités publiques s’intéressent alors aux problèmes des classes ouvrières et adoptent les premières lois sociales dès 1887, posant ainsi les premières pierres d’un système de protection des travailleurs et de sécurité sociale.

#### Les prémices de la jeunesse catholique
Au milieu du XIXe siècle, le patronage se développe en Belgique et constitue pendant longtemps la seule association catholique destinée aux jeunes de milieu populaire. Des enfants et des jeunes travailleurs de 12 à 20 ans commencent à se réunir en petits cercles tous les dimanches sous la direction de bourgeois et de nobles. Lors de ces réunions, ils participent à des activités religieuses et sont instruits dans l’optique d’atténuer ce passage forcé et précoce de l’enfance à la vie professionnelle et donc adulte dans une perspective morale et religieuse. À cette période, les convictions religieuses baissent dans les milieux populaires. La religion, paternaliste, est considérée comme un instrument des classes dirigeantes et une partie du clergé est défavorable à l’action ouvrière. Christianisme et socialisme semblent être des notions inconciliables et les deux courants politiques rivalisent à travers leurs partis politiques et syndicats. La déchristianisation de la population ne cesse de croître, principalement dans les villes, et pour tenter d’atténuer ce phénomène, l’Église tente dans un premier temps de multiplier les églises et paroisses, sans succès. L’idée française selon laquelle l’avenir du prêtre est plus social et réside dans des œuvres sociales catholiques et dans la vie associative se répand.

#### Vers une organisation de la Jeunesse ouvrière chrétienne (1918-1925)
À l’issue de la Première Guerre mondiale, le Pape Pie XI lance alors l’Action catholique qui regroupe des jeunes et des adultes en associations afin de tenter de restaurer l’influence de l’Église et d’anéantir la décadence morale avec pour référence « Omnia instaurare in Christo » (« Tout restaurer dans le Christ » Eph. 1, 10).
Cardijn demeure vicaire de Laeken jusqu’en 1918 et prend la direction des œuvres sociales catholiques de l’arrondissement de Bruxelles. En 1915, il met sur pied le syndicat des apprentis à Laeken et forme un cercle d’étude central des jeunes ouvriers. Ce cercle central d’étude donnera naissance à l’association Jeunesse Syndicaliste en 1919 affiliée à la fédération bruxelloise des syndicats chrétiens et créée sous l’impulsion de Cardijn et de Fernand Tonnet. Le « trio fondateur » est constitué de Paul Garcet, Jacques Meert et de Fernand Tonnet qui jouèrent un rôle essentiel dans le développement de la JOC,.
L’association dispose d’un secrétariat permanent et regroupe les jeunes de quatorze ans jusqu’au service militaire. Le cercle d’étude central constitue le cœur du mouvement. Il s’assemble presque tous les mois et réunit les délégués des sections locales, qui se sont créées, chaque semaine pour discuter des mesures à prendre, du rôle de l’Église, des problèmes religieux et moraux,. Les objectifs de l’association sont d’aider et protéger les jeunes travailleurs sur les plans professionnel, social et moral. Des buts qu’elle tente d’atteindre par la formation et l’action syndicale. Les outils de formation pour les jeunes de ce cercle sont l’enquête, des rencontres et des discussions, des journées d’étude et des excursions.
Les sections locales sont au nombre de onze en 1920, et dix-huit en 1921 avec 300 membres,.
En 1923, le cercle d’étude central se réorganise et est divisé en une branche pour les anciens et une branche pour les jeunes. Par la suite ces deux sections se réorganisent en une branche néerlandophone et une branche francophone,. Imprégné de la formation sociologique de Cardijn, le mouvement utilise l’enquête pour appréhender les problèmes sociaux et basait sa philosophie sur le triptyque : Voir (prendre conscience des injustices), Juger (analyser et confronter les injustices) et Agir (mener des actions collectives).
La Jeunesse Syndicaliste fonde en 1920 un journal mensuel portant le nom de Jeunesse Syndicaliste. Ce journal revendique le respect pour la classe ouvrière et principalement les jeunes. Il donne une image négative de la société pour tenter de susciter un comportement plus digne d’inspiration chrétienne qui permettrait à la masse ouvrière de susciter « l’estime des autres classes sociales ». En 1924, le journal abandonne son titre pour celui de Jeunesse Ouvrière, juste avant le changement de nom du mouvement lui-même pour celui de Jeunesse Ouvrière Chrétienne.
Du côté néerlandophone du pays, l’abbé Joseph Bloquaux alors directeur adjoint des œuvres sociales d’Anvers fonde avec la collaboration du syndicaliste Arthur Donse une association appelée De Jonge Werkman. Elle est inspirée du mouvement de Cardijn et de celui du même nom qui s’est développé aux Pays-Bas et dispose elle aussi d'un journal mensuel du même nom. Elle a été conçue comme « un mouvement syndical combatif, à orientation anti-socialiste, qui mènerait une action religieuse et morale dans le milieu ouvrier ». Le cœur de l’association était la ville d’Anvers mais des succursales commencent à se créer un peu partout dans les communes flamandes, dans lesquelles la formation de ses membres devient l’objectif central. En 1924, toutes les entités sont regroupées pour ériger une fédération nationale flamande sous le nom de Kristene Arbeidersjeugd (KAJ) dont le secrétariat s’implante dans un premier temps à Anvers,.
En juillet 1924, Cardijn a organisé des réunions auxquelles participent des prêtres, des directeurs d’œuvres sociales et des vicaires de Wallonie, où son projet d’une organisation pour les jeunes travailleurs est accepté. Cela marquera la naissance officielle de la Jeunesse Ouvrière Chrétienne (JOC). Cardijn et le « trio fondateur » établissent une dizaine de fédérations régionales regroupées en une fédération nationale. Les statuts de cette association sont approuvés en avril 1925, date du premier congrès national qui a lieu à Bruxelles, au cours duquel une direction centrale est formée : le premier président de l’association sera Fernand Tonnet. Paul Garcet, Jacques Meert et Fernand Degive deviennent des membres permanents du secrétariat national de Bruxelles.
À partir d’avril 1925 le mouvement jociste existe officiellement dans tout le pays. La JOC féminine et la JOC masculine sont regroupées et de nombreux cercles de jeunesse se développent. Le président de la KAJ déclare lors du congrès de Bruxelles des 18 et 19 avril 1925 que « le mouvement néerlandophone et la JOC ne font qu’un »,. Ce congrès est aussi l’occasion de définir les objectifs de l’association et les besoins de la classe ouvrière sur base des enquêtes faites par les différents groupes. Le 29 décembre 1924, la JOC est affiliée à l’Association Catholique de la Jeunesse Belge (ACJB).

#### Naissance et développement du mouvement (années 1920-1930)

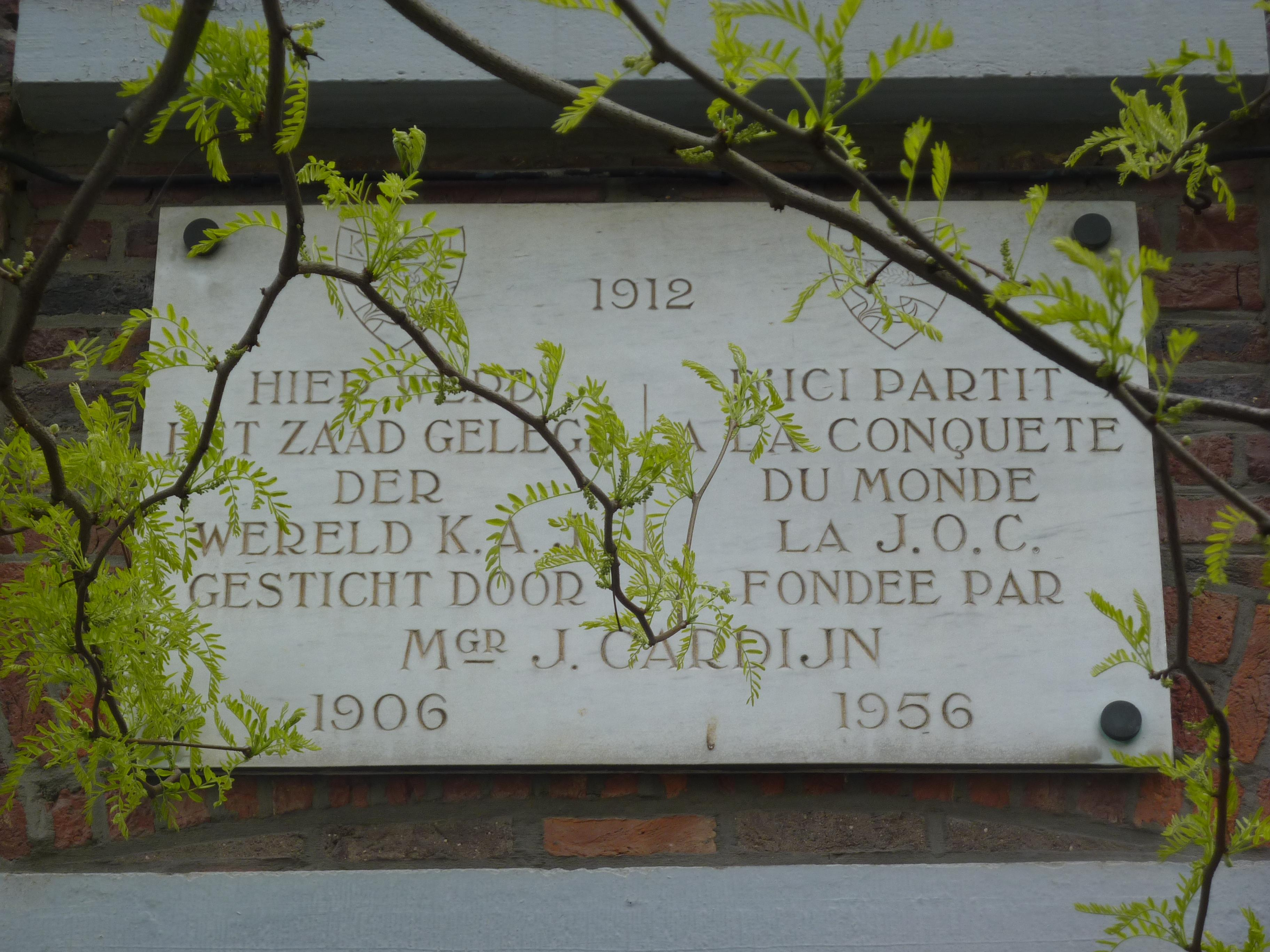
Plaque commémorant la fondation de la JOC à Bruxelles

La JOC est créée en 1925 en Belgique par le prêtre Joseph Cardijn et par deux laïcs Paul Garcet et Fernand Tonnet. Cardijn affirme alors : « un jeune travailleur vaut plus que tout l'or du monde parce qu'il est fils de Dieu ».
En France, en mars 1927, le père Cardijn fait son premier voyage à Paris, invité au Congrès de l'Union des Œuvres, à Reims par le père Jean-Emile Anizan. Cardijn déchaîne lors de cette rencontre un grand enthousiasme : on parla ensuite du « baptême de Reims » de la JOC.
Dans la lancée, le Père Georges Guérin fonde une branche française de la JOC, qu'il avait découverte en Belgique grâce au Manuel de la JOC et à la revue Jeunesse Ouvrière. Il en parle à Georges Quiclet, jeune aide-comptable d'une entreprise de Clichy, dans la banlieue de Paris. Ensemble, ils rédigent un tract intitulé La Jeunesse Ouvrière. Le 1er octobre 1927 a lieu une première réunion à Clichy. 700 invitations sont envoyées pour finalement réunir une soixantaine de jeunes. La JOC s'affilie à l'Association catholique de la jeunesse française (A.C.J.F.) comme mouvement autonome.
Le père Guérin propose aux jeunes ouvriers de réfléchir, d’analyser ce qu’ils vivent, de se former et d’agir selon la démarche « Voir, Juger, Agir », fondement de la méthode jociste. Il les encourage à militer dans des syndicats et à participer à des groupes d’étude de la doctrine sociale de l'Église.
La JOC se fonde sur l'idée d'un mouvement ouvrier consacré aux chrétiens, selon le slogan « Entre eux, Par eux, Pour eux », qui vise entre autres à rechristianiser le monde ouvrier : « Nous referons Chrétiens nos frères ».

#### La Jeunesse ouvrière féminine (JOCF)
Cardijn effectue plusieurs voyages qui influenceront sa cause au cours de ses études de sociologie à l’université de Louvain. Le voyage qui influencera particulièrement son projet futur sera celui qu’il effectuera en Angleterre en 1911. Au cours de ce voyage, il rencontre les dirigeants du mouvement ouvrier (les trade-unions) et se prend alors d’admiration pour l’approche du mouvement et des syndicats ouvriers. Ce sont des organisations à la fois fortes, car donnant de l’importance à l’éducation de leurs membres, et indépendantes car reposant sur la contribution de leurs affiliés,,. Ce mouvement devient puissant, soucieux d’unité sur les plans national et international, respectueux de la religion et préoccupé par l’action éducative auprès de ses membres.
En 1912, Cardijn devient vicaire de la paroisse de Notre-Dame à Laeken, et se voit confier la direction des œuvres paroissiales féminines, son projet étant de mettre en place un réseau d’organisations sociales en s’inspirant de l’organisation des trade-unions anglais,. Cardijn a totalement transformé les œuvres paroissiales féminines francophones et le patronage féminin du dimanche. Il promut le syndicalisme féminin qu’il conçoit à l’image du syndicalisme anglais comme « un moyen de défense des intérêts matériels des ouvrières, mais aussi, comme un instrument de formation professionnelle, générale et morale ».
En août 1912, il développe dans la paroisse un cercle d’étude social avec l’aide de Madeleine De Roo appelé noyau des demoiselles ou des dirigeantes. Ce cercle se réunit deux fois par mois sous la direction de Cardijn et est composé d’une vingtaine de jeunes filles de milieu aisé qui se consacrent à l’étude des problèmes sociaux et tentent d’y apporter des solutions. En octobre de la même année, il crée une section locale du Syndicat féminin de l’Aiguille (lui-même fondé en 1906 par Victoire Cappe). Cette création est suivie par celle d’un syndicat d’étude syndical et une ligue des femmes du monde ouvrier,. Pour Cardijn et l’archevêque Mercier, le développement de ces œuvres sociales catholiques est une nécessité pour élever matériellement et spirituellement les ouvriers et ainsi restaurer la dignité humaine et chrétienne des ouvriers entachée par les conditions de travail inhumaines. L’Homme, en tant que créature de Dieu a une finalité plus grande que celle d’être asservi.
Cardijn souhaite aller plus loin dans la formation des jeunes filles et pour cela, il réorganise le patronage des filles en quatre groupes différenciés selon les âges en 1916. Il réunit le patronage tous les quinze jours et forme des groupes d’adolescentes ouvrières et apprenties membres des syndicats et œuvres religieuses à qui il confie l’animation du groupement par le biais d’interventions et divers exposés sur différents aspects tirés de leur vie quotidienne. En 1919, il ressort des journées d’étude de la fédération bruxelloise des patronages de jeunes filles une affiliation de cette fédération aux Œuvres Sociales Féminines Chrétiennes (OSFC),,. En septembre 1922, lors du congrès des OSFC, une section jeunesse du mouvement social féminin est mise sur pied par le biais de groupements locaux de jeunesse (s’adressant aux jeunes filles du monde ouvrier de 14 à 21 ans) qui apparaissent un peu partout,. Au niveau national le journal Joie et Travail est publié mensuellement à partir de septembre 1922. Le journal a été conçu pour principalement pour promouvoir les organisations sociales tout en comprenant une partie divertissement, une partie instructive.
En 1923, le mouvement est restructuré et les cercles de jeunesse bénéficient de moins d’autonomie. Ils deviennent une branche de l’organisation féminine des adultes qui regroupe les représentants des œuvres de jeunesse et des Ligues de Femmes sous le nom Fédération Joie et Travail. Cette fédération devient officiellement la Jeunesse Ouvrière Chrétienne Féminine (JOCF) en décembre 1924 mais la date de création officielle de l’association est considérée comme étant le 1er février 1925, date de l’assemblée nationale des déléguées de tous les cercles de jeunesse ouvrière féminine et un comité national de onze membres est constitué,. Lors de cette assemblée, Cardijn explique les buts de cette fédération : « former les jeunes filles au bien », « les assister, ne pas les abandonner à elles-mêmes », « les défendre », « les représenter auprès des pouvoirs publics, auprès des patrons ».
À la fin des années 1920, il pousse Émilie Arnould, alors permanente régionale du Secrétariat des œuvres sociales de la région du Centre à s'engager davantage dans la mouvement. Elle occupe successivement les fonctions de secrétaire générale puis de présidente de la Jeunesse ouvrière chrétienne féminine de 1930 à 1948. Sous son impulsion, les dirigeantes nationales s'impliquent davantage dans les relations avec les sections et les fédérations et veillent à améliorer la qualité du travail des militantes. Elle fait aussi en sorte que la JOCF s'implante davantage dans les milieux populaires de la grande industrie.
Du côté néerlandophone, l’évolution du mouvement est assez similaire. Différents cercles se développent dans les localités flamandes à partir de 1923. Le journal Lenteleven est créé en 1922. Ce mouvement porte dans un premier temps le nom de Christelijke Jeugdorgansatie voor Meisjes (CJOM) pour ensuite prendre celui de Vrouwelijke Kristene Arbeidersjeugd (KAJ).

#### Sous l'Occupation
En Belgique, les deux cofondateurs de la JOC avec Joseph Cardijn, Paul Garcet et Fernand Tonnet, participent à la résistance. Ils sont arrêtés et déportés dans des camps de travail en Allemagne et ensuite au camp de Dachau. Ils y meurent en janvier 1945. Joseph Cardijn, séquestré par la Gestapo, puis mis au secret, survit et reprendra son œuvre dès la libération. Par ailleurs, le président Victor Michel est devenu, pendant l'occupation, l'une des chevilles ouvrières du Réseau Socrate qui va, entre autres, financer l'aide aux jeunes travailleurs réfractaires au service du travail obligatoire (STO) en Allemagne.

#### Prise de distance avec l’Église
L’année 1969 marquera un tournant dans l’histoire de la JOC. L’idéologie du mouvement va passer de ce que certains appelaient un progressisme chrétien modéré vers « une célébration péremptoire de la lutte des classes ». De 1925 à 1969, la JOC s’est globalement tenue à l’écart de la politique « tout en adoptant des positions sociales réformistes ». Un virage à gauche va s’opérer et cela est perceptible tant au niveau des personnalités jugées emblématiques par les dirigeants de la JOC qu'à la formule interne du mouvement. Ainsi le pape Jean XXIII, le médecin missionnaire Albert Schweitzer, le Mahatma Gandhi seront rejoints par le révolutionnaire argentin Che Guevara, le président chinois Mao Zedong et le trotskyste argentin Posadas. Dans un même temps, la formule de 1964 « tous unis dans la même amitié partagée dans Notre Seigneur » deviendra en 1973 « unis dans la lutte ».
La JOC devient de plus en plus critique envers l’Église et notamment envers la hiérarchie ecclésiastique. Celle-ci étant jugée trop soumise à une « élite » ainsi que largement complaisante envers les dictatures de droite, « elle n’a plus ni véritable fibre apostolique, ni élan missionnaire ». Ainsi, la JOC se structure sur un nouveau départ et va rompre « les amarres avec une Action catholique spécialisée que beaucoup considèrent alors, non sans raisons d’ailleurs, comme dépourvue d’avenir ». Le nouveau but va être « la transformation radicale des structures de la société ».
À l’instar de nombreux mouvements de jeunesses, « la JOC francophone est fortement influencée par la poussée contestataire et par la vague anti-impérialiste de la fin des années 1960 ». Le parcours de la JOC est semblable à celui d’autres organisations chrétiennes comme la Jeunesse rurale catholique, la JEC et la KSA flamande,.

#### 2014: Changement et rupture
En 2014, la JOC, belge, change de nom afin d’abandonner toute référence chrétienne, passant ainsi de « Jeunesse Ouvrière Chrétienne » à « Jeunes Organisés Combatifs », conservant ainsi l'acronyme mais abandonnant les références exclusives au christianisme et au monde ouvrier. Au-delà de l’appartenance chrétienne, il s’agit d’un véritable repositionnement idéologique ; l'argument avancé étant que les jeunes ne se reconnaissent plus forcément dans une jeunesse ouvrière chrétienne ou simplement ouvrière, bien que nombreux sont les membres issus de milieux précarisés et sans emploi. Dans un contexte de crise, l'association se donne pour objectif de lutter concrètement pour abolir les pivilèges (anti capitalsite anti sexiste anti raciste), la combativité devenant la principale valeur du mouvement.
Néanmoins les « Jeunes Organisés Combatifs » restent liées à la JOC Européenne (JOCE), à la JOC Internationale (JOCI) ainsi qu'elle demeure l’une des organisations constitutives du Mouvement Ouvrier Chrétien (MOC).

### Personnalités belges en lien avec la JOC et JOCF
- Joseph Cardijn, premier aumônier de la JOC belge, fondateur du mouvement.
- Émilie Arnould, Secrétaire générale puis présidente de la JOCF de 1931 à 1948
- Germain Capelleman, syndicaliste belge et militant wallon.
- Victor Michel, résistant dans le Réseau Socrate, Président de la JOC belge de 1940 à 1943, parlementaire européen
- Jean Van Lierde, militant pacifiste belge.
- Paul Garcet, fondateur de la JOC belge, déporté et mort à Dachau.
- Bernard Baille, député wallon et fédéral.
- François Gianolla[68],[69], dessinateur et chanteur, poète, compositeur et interprète.

## La JOC en France
Comme dans chacun des pays où la JOC s'est implantée, la JOC de France a développé des caractéristiques et une histoire qui lui sont propres.

### Organisation de la JOC
La JOC est une association loi de 1901 qui réunit 10 000 jeunes âgés de 13 à 30 ans répartis sur tout le territoire métropolitain au travers de 120 fédérations locales,.
Chaque fédération locale fédère des équipes de base (ou de révision de vie) qui réunissent de 3 à 10 jeunes. Les équipes se rencontrent régulièrement pour vivre la révision de vie et pour mener des actions locales. Le mouvement propose de nombreuses formations à ses adhérents sur la vie associative, la méthodologie de projet, la compréhension du monde et sur les valeurs du mouvement.

### Reconnaissance et partenariats
La JOC est agréée « Jeunesse et éducation populaire » par le ministère de la Jeunesse. Elle est membre fondatrice du Forum Français de la Jeunesse et membre du Comité pour les relations nationales et internationales des associations de jeunesse et d'éducation populaire (CNAJEP). Depuis 2015, la JOC a une représentante au Conseil économique, social et environnemental (CESE),. Reconnue pour son expertise sur la vie des jeunes du milieu ouvrier et des quartiers populaires, elle est régulièrement auditionnée et citée par le Sénat,,, par l'Assemblée nationale,, et par différents ministères,,. Par sa présence et sa reconnaissance institutionnelle, la JOC est reconnue comme l'une des principales associations de jeunesse et d’éducation populaire de France.
La JOC est active dans le mouvement ouvrier. Elle participe régulièrement à des mouvements sociaux comme celui contre le Contrat Première Embauche en 2006,, contre la réforme des retraites, ou contre la « loi travail ». Elle entretient des relations étroites avec les syndicats ouvriers,,.
La JOC est un mouvement de l’Église catholique. Elle fait partie de la Mission Ouvrière,, structure chargée de coordonner l’évangélisation du monde ouvrier et des quartiers populaires en France. Elle y est reconnue pour ses méthodes innovantes et son efficacité dans la première annonce et la responsabilisation des jeunes des périphéries.

### Histoire de la JOC française
La JOC fut introduite en France dès 1927, deux ans après sa création en Belgique. Le mouvement a connu plusieurs phases de développement.

#### Contexte français de la fondation de la JOC[99]
Avec la révolution industrielle, des millions de paysans quittent les campagnes pour aller travailler dans les usines dans grandes agglomérations. Dans les mines, les usines et autres manufactures, les conditions de travail sont extrêmement difficiles et les salaires permettent à peine aux familles ouvrières de survivre. D'abord opposée à cette industrialisation, l’Église catholique finit par accepter et justifier celle-ci. Dans ce contexte, un fossé profond se creuse entre les ouvriers et l'Église. En 1891, le pape Léon XIII publie l'encyclique Rerum novarum qui condamne les excès du capitalisme et admet la nécessite des organisations ouvrières. Des catholiques sociaux comme Albert de Mun, Frédéric Ozanam, l'abbé Lemire ou Marc Sangnier prennent des initiatives en faveur des ouvriers. Mais ces initiatives sont le fait de chrétiens issus des classes privilégiés et non pas des ouvriers eux-mêmes.

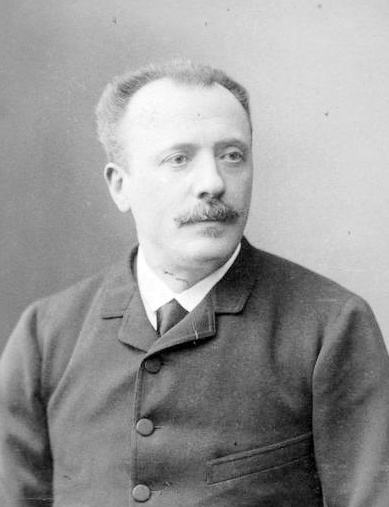
Albert De Mun
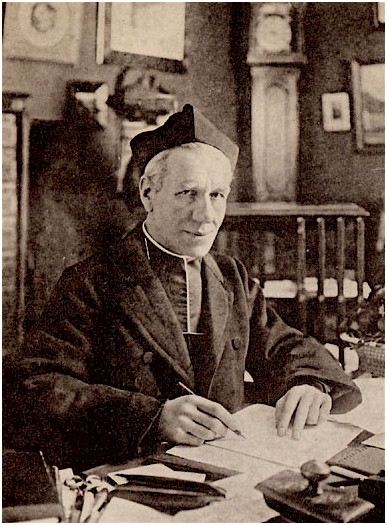
L'abbé Lemire
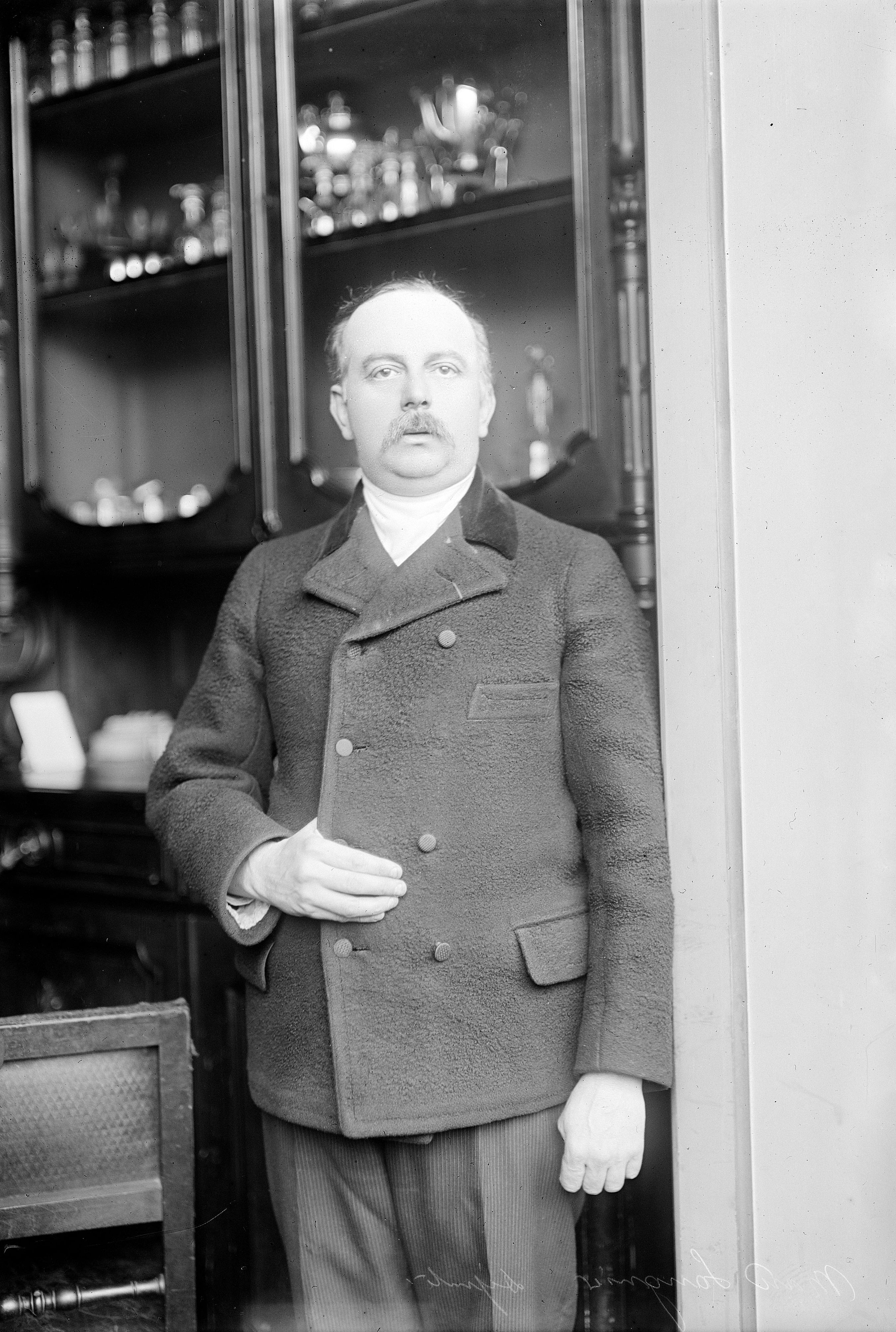
Marc Sangnier

#### L'élan jociste
La JOC se développe rapidement et arrive en France en 1927 à Lille et dans la banlieue parisienne. Elle est officiellement fondée à Clichy en 1927 par l'abbé Georges Guérin et le jeune Georges Quiclet. L'année suivante la JOCF est fondée par Jeanne Aubert. La JOC se fonde sur l'idée de rechristianiser le monde ouvrier avec le slogan : « Nous referons chrétiens nos frères ».
Le mouvement se développe très rapidement sur tout le territoire français. En 1937, dix ans après sa fondation, la JOC compte 86 fédérations, 734 sections et 50 000 militants. La JOCF compte 96 fédérations, 650 sections et 50 000 militantes. Le journal du mouvement, La Jeunesse ouvrière, tire à plus de 100 000 exemplaires.
Cette période de fort développement est marquée par la création de nombreux services : le service pré-JOC pour les apprentis ; la librairie de la jeunesse ouvrière qui deviendra les éditions ouvrières puis les éditions de l'atelier ; le service d'aide aux malades avec la création de sanatoriums; un centre d'orientation professionnelle qui sera à l'origine des premiers centres d'information et d'orientation (CIO) ; ou encore un bureau de placement pour les jeunes chômeurs (ancêtre de l'actuel Pôle emploi)[réf. nécessaire]
En 1928, la JOC lance ses premières enquêtes sur « l'argent de poche » et « les apprentis ». Les premières campagnes nationales d'action s’enchaînent sur le chômage, la santé au travail, les délégués jeunes en entreprise… En 1936, la JOC mène sa première enquête internationale sur les conditions de travail et la dépose au Bureau international du travail à Genève.
En 1937, pour ses 10 ans, la JOC réunit plusieurs dizaines de milliers de jeunes dans un stade de football de Paris, le parc des princes pour son premier grand rassemblement.

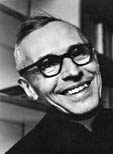
Père Georges Guérin
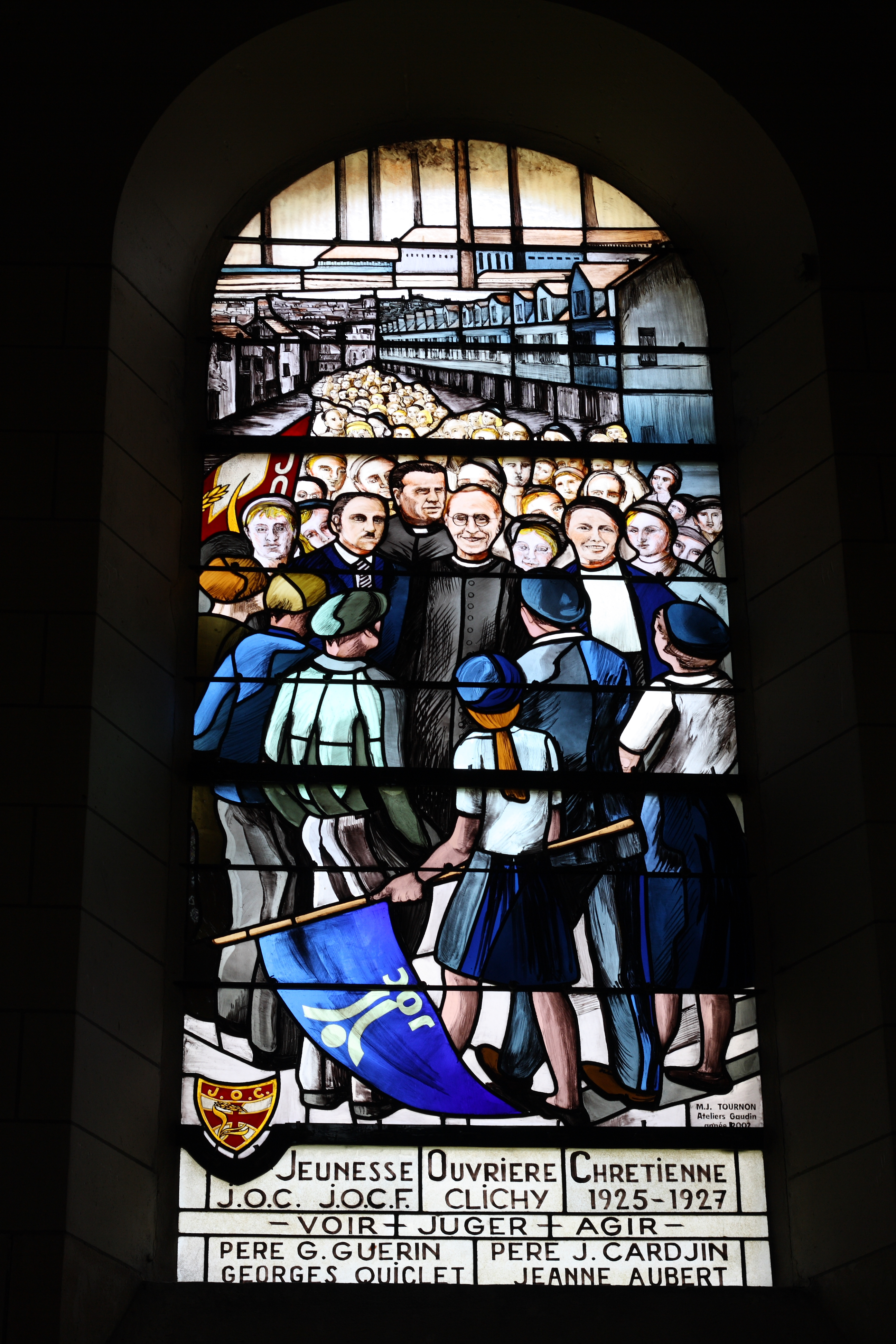
Vitrail de l'église de Clichy la Garenne sur la fondation de la JOC de France
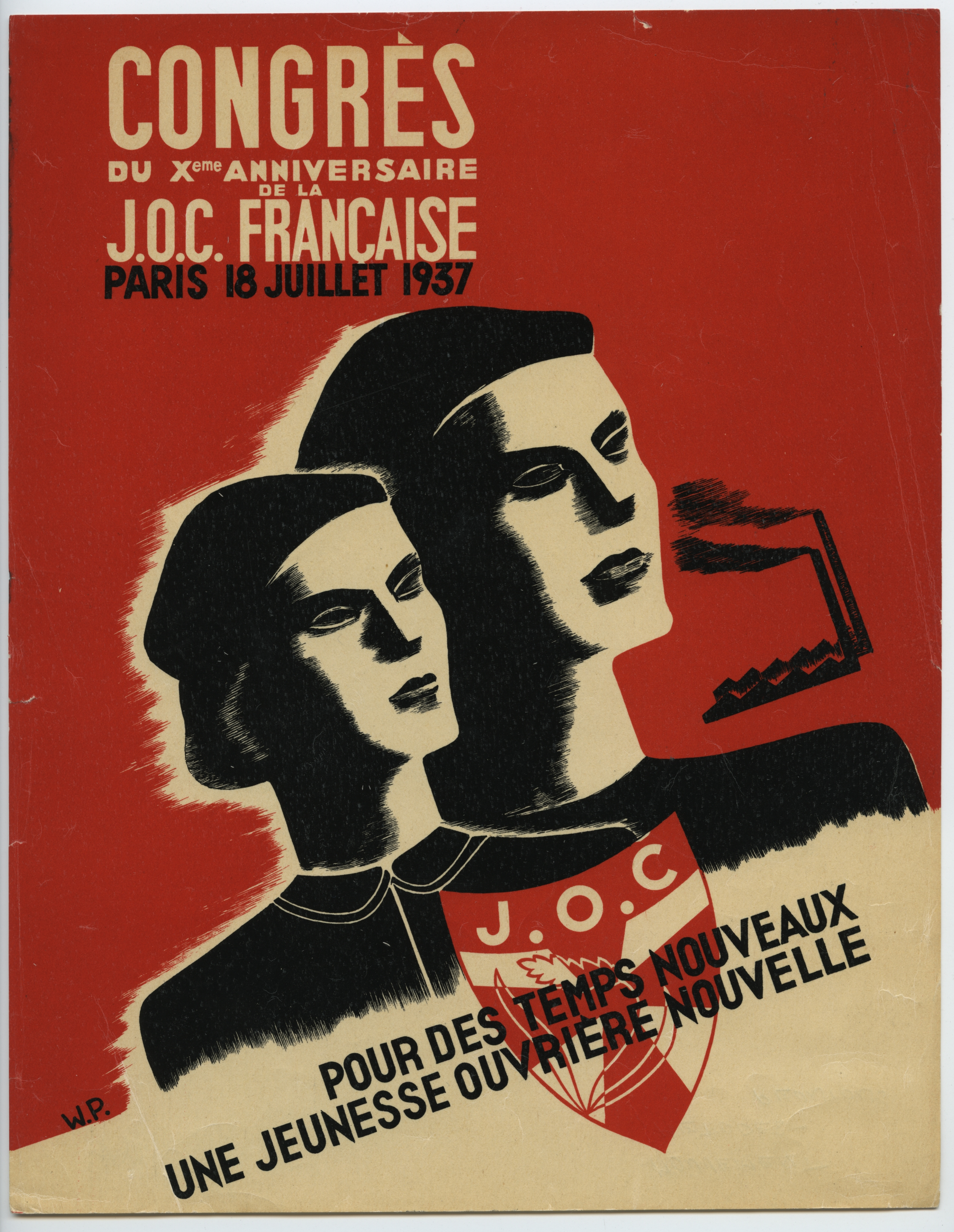
Affiche du rassemblement des 10 ans de la JOC en 1937 au Parc des Princes de Paris
Rassemblement de la JOC-JOCF de 1937 au Parc des Princes à Paris

#### Durant la seconde guerre mondiale[112]
En 1939, le pèlerinage mondial de la JOC à Rome est annulé à cause de la Seconde Guerre mondiale. Comme une grande partie des associations de jeunesse, la JOC est interdite par le régime de Vichy dès le 28 août 1940. Le mouvement poursuit son activité dans la clandestinité avec la protection discrète de l'épiscopat français. Georges Guérin, l’aumônier général de la JOC est emprisonné. De nombreux jocistes entrent en résistance militaire dans les maquis ou en résistance spirituelle dans les camps du STO. Beaucoup seront déportés et assassinés comme Marcel Callo, jociste de Rennes, mort en déportation en 1945 et béatifié par Jean-Paul II le 4 octobre 1987. Sur les 50 chrétiens visés par la cause de béatification collective pour leurs martyrs lors de cette guerre, 20 sont des jocistes. La JOC de diverses régions a participé au mouvement Jeunes chrétiens combattants, animé à Paris par l'abbé Raymond Borme.

#### Les Trente Glorieuses
Après la guerre, la JOC et la JOCF misent sur la formation de leurs membres et poursuivent leurs actions de terrain. Le mouvement s'ouvre à de nouveaux partenaires, pas uniquement chrétiens, et se rapproche des organisations ouvrières. Il s'ancre à gauche dans le paysage politique.
Les jocistes s'investissent dans tous les champs de la société. Ils créent la Ligue Ouvrière Chrétienne (LOC) qui deviendra le Mouvement Populaire des Familles (MPF) avant de se diviser en Mouvement de libération du peuple (MLP) et Mouvement de libération ouvrière (MLO),. En 1950, ils créent l'Action Catholique Ouvrière (ACO). En politique, les anciens jocistes seront très présent dans le Mouvement Républicain Populaire (MRP) avec de grandes figures comme Fernand Bouxom et Pierre Bacon. Côté syndicalisme, les jocistes continuent d'adhérer majoritairement à la CFTC. Ils seront les principaux acteurs de la déconfessionnalisation du syndicat chrétien et de sa transformation en CFDT avec Eugène Descamps. Dans le monde de l’éducation populaire, des jocistes comme Michel Aluni fondent l'Institut de Culture Ouvrière puis le Centre de Culture Ouvrière et l'association Culture et Liberté,. Dans les loisirs, André Guignand et Maurice Cayron créent les Villages Vacances Famille (VVF). Dans les médias, Georges Montaron lance Télérama et dirigera longtemps le Témoignage chrétien.
La JOC et la JOCF poursuivent leur campagnes nationales d'action avec de belles réussites : Le 1er juin 1951, la JOCF obtient la signature de la première convention collective nationale des employées de maison. En 1950, la JOC obtient une à deux semaines de congés payés supplémentaires pour les jeunes. En 1945, des jocistes de Tours ouvrent le premier foyer de jeunes travailleurs. En 1955, la JOC et la JOCF s’associent aux « Amitiés sociales » et à l’Uniopss (Union interfédérale des œuvres privées sanitaires et sociales) pour donner naissance à l’UFJT, l’Union des foyers de jeunes travailleurs. En 1966, la JOC créée les première « Permanences-Saison » dans les zones vacancières pour accueillir et informer les jeunes saisonniers sur leurs droits.
En 1957, les évêques de France initient la Mission ouvrière pour coordonner toute la pastorale en monde ouvrier. La même année, la Jeunesse Ouvrière Chrétienne Internationale (JOCI) est créée lors d'un grand rassemblement à Rome et est rapidement reconnue sur la scène internationale.
L'éducation sexuelle est un des nombreux thèmes de la grande manifestation appelée « rassemblement Paris 1967 » qui compte 50 000 participants. Parmi les festivités, le « Gala de la Jeunesse Ouvrière Chrétienne » dans un cirque, le 16 avril 1967, au moment où le gouvernement prépare un « Livre Blanc sur la jeunesse » destiné à freiner l'influence croissante de la gauche et des syndicats dans les associations de jeunesse et les Maisons des jeunes et de la culture. Ce « Livre blanc sur la jeunesse » sera rendu public en novembre 1967, au moment de la montée du mécontentement social. Le gala festif du 16 avril 1967 sera suivi par un rassemblement de la Jeunesse ouvrière chrétienne (JOC), le 30 juin 1967, au Parc des Princes, un stade de football à Paris.

#### Le temps des résistances
1975 marque la fin des trente glorieuses et le début d'une importante crise économique dans le monde occidental. Le chômage de masse, les fermetures d'usine, la précarisation du monde du travail et les politiques d'inspiration néolibérales portent de sévères coups au mouvement ouvrier et à l’éducation populaire, et donc aussi à la JOC et à la JOCF.
La JOC mène des grandes campagne de résistances contre les fermetures d'entreprise, contre le chômage et contre la dérégulation du monde du travail. Elle créa des permanences précarité « bouge ta galère » pour soutenir les jeunes à la recherche d'un emploi ou en précarité.
Dans les années 1980-90, la JOC et la JOCF de France traversent plusieurs crises profondes :
- Crise internationale : En désaccord avec les orientations et la gouvernance de la JOCI, la JOC de France et d'autres mouvements nationaux quittent la JOCI pour créer la CIJOC en 1986[139].
- Crise militante : Comme toutes les associations militantes, la JOC voit ses effectifs diminuer durant cette période[140].
- Crise d'identité : Le mouvement s'interroge sur sa dimension ouvrière et multiplie les appellations floues : monde ouvrier, milieux populaires, quartiers populaires, dimension citoyenne[141].

En 1986, la JOC et la JOCF fusionnent en un seul mouvement mixte.
Dans les années 1980-90, la JOC se lance dans le combat des valeurs. Face à la montée de la xénophobie, le mouvement enchaîne les campagnes nationales d'actions et les rassemblements sur des thématiques morales comme le vivre ensemble : « Vil'avenir » en 1986, « Bercy ensemble » en 2003 et la solidarité : « Cap Solidaires » en 1997. Il centre aussi son action sur des sujets locaux comme la participation démocratique des jeunes.

#### Années 2000
À partir de l'an 2000, la JOC cherche a innover pour faire face à la crise de l'engagement du monde associatif militant.
En 2005, elle reforme en profondeur ses statuts pour favoriser la participation des jeunes. À partir de 2003, elle envoie de nombreux permanents régionaux sur le terrain afin de fonder de nouvelles équipes. En 2005-2006, elle lance une campagne nationale d'action très structurée sur l'emploi des jeunes. Une enquête réalisée en partenariat avec le CSA est remplie par 30 000 jeunes. 220 tables rondes locales donneront naissance à la charte pour l'emploi des jeunes finalisé lors des états généraux de l'emploi des jeunes au CNIT de la Défense. D'autres campagnes du même genre suivront. Lors du conseil national de 2010, la JOC sort du flou identitaire en réaffirmant sa dimension apostolique et en définissant clairement sa dimension ouvrière.
La JOC de France a mené la campagne « Dignes et travailleurs » sur l'emploi digne qui a donné lieu à un rassemblement national le 15 avril 2017 à Paris.

### Liste des rassemblements nationaux de la JOC de France
La JOC de France organise régulièrement de grands rassemblements nationaux :
- Rassemblement national des 10 ans de la JOC 1937 - Paris Parc des Princes
- Paris 1967 - Paris Parc des Princes
- 1er Rassemblement national des apprentis 1972 - Paris Bastille
- Objectif 1974 - Paris Porte de Versailles
- 2e meeting national des apprentis 1976 - Paris Bastille
- 50e anniversaire 14 mai 1978 - la Courneuve
- Rassemblement national pour l'emploi 1983 - la Courneuve
- Villavenir 1986 - la Courneuve
- Maniformation, 6 mai 1990, la Courneuve
- Pari Apprenti 1994
- Cap Solidaires, 1996, la Courneuve
- Bercy Ensemble, 3 mai 2003 Paris-Bercy
- La jeunesse (ça) se cultive, 2 mai 2009, la Courneuve
- Apprentis tous debout !, 1er mai 2012, Paris
- Rassemblés pour nos droits !, du 10 au 14 juillet 2014, Jambville
- Jeunes privés d'emplois dignes nous ne sommes rien ? Soyons tout !, 15 avril 2017, Paris Event Center
- Monde à venir; c'est notre avenir: unis pour le changement ! du 14 au 16 juillet 2023, Jambville

### Liste des personnalités françaises en lien avec la JOC
La JOC de France a été formée et a été accompagnée par de nombreux militants associatifs, politiques, syndicaux et ecclésiaux. Un grand nombre d'entre-eux figurent au Maitron, le dictionnaire biographique du mouvement ouvrier.

#### Anciens présidents et présidentes de la JOC et la JOCF de France
- Georges Quiclet, premier jociste de France, premier président de la JOC de France de 1927 à 1937
- Jeanne Aubert-Picard, première jociste de France puis première présidente de la JOCF
- Georges Montaron (1941-1947), il fut ensuite administrateur de la Sécurité Sociale (1947-54) puis directeur de l'hebdomadaire Témoignage chrétien et fondateur de Télérama
- Dominique Alunni, pionnier de la formation professionnelle. Fondateur du groupe de formation professionnelle INFAC-INFATH CREAR
- Jack Salinas, président de la JOC de 1962 à 1965. JOC Internationale de 1967 à 1971 (Service International puis Bureau international)
- Jacques Duraffourg, président de la JOC de 1965 à 1968
- Jean-Marc Boissard, président de la JOC de 1971 à 1974, prêtre du diocèse d'Amiens
- Bruno Léchevin, président de la JOC de 1974 à 1978, syndicaliste, président de l'Agence de l'environnement et de la maîtrise de l'énergie (ADEME) de 2013 à 2018 ;
- Gaby Bonnand, président de la JOC de 1978 à 1980, syndicaliste (CFDT), Président de l’Unédic
- Sylvie Duclaux, présidente de la JOCF
- Daniel Faburel, président de la JOC de 1984 à 1987
- Isabelle Cerino, présidente de la JOCF de 1984 à 1985
- Annie Braire, présidente de la JOCF de 1985 à 1987
- Jean Luc Fraux, président de la JOC de 1986 à 1988
- Philippe Guillemain, président de la JOC de 1988 à 1990
- Catherine Hoffarth, présidente de la JOC
- Florence Dubonnet, présidente de la JOC
- Christophe Lemoine, président de la JOC
- Nicolas Millot, président de la JOC 1994-1996
- Nathalie Willemetz, présidente de la JOC 1994 à 1996
- Jean-Luc Brustis, président de la JOC 1996 à 1998
- Veronique Tessier, présidente de la JOC 1997 à 1999
- Pascal Vincens, président de la JOC de 1998 à 2001
- Sophia De Oliveira, présidente de la JOC (2002-2005)
- Inès Minin, présidente de la JOC (2005-2009)
- Stéphane Haar, président de la JOC (2009-2012)
- Sarah Leclerc-Croci, présidente de la JOC (2012-2014)
- Rinà Rajaonary, présidente de la JOC (2015-2017 )[148]
- Lola Mehl, présidente de la JOC (2017-(2019)[149]
- François Salomé, président de la JOC (2019-2020)
- Nicolas Bellissimo, président de la JOC (2020-2021)
- Chloé Corvée, présidente de la JOC (2021-2023)
- Laetitia Navarro, présidente de la JOC (2023-...)

#### Anciens militants de la JOC et de la JOCF de France
- Georges Quiclet, fondateur et premier président national de la JOC
- Paul Bacon, responsable JOC de Paris, député, plusieurs fois ministre du travail et de la sécurité sociale entre 1950 et 1962, père du SMIG
- Jean-Pierre Balduyck, maire de Tourcoing, député du Nord, conseiller régional.
- Laurent Berger, secrétaire général de la CFDT.
- Sophie Binet, secrétaire général de la CGT.
- Rolande Birgy, résistante.
- Irénée Bourgois, syndicaliste, maire de la ville de Dieppe en Seine-Maritime de 1971 à 1989 et député de la Seine-Maritime de 1978 à 1981.
- Fernand Bouxom, secrétaire général de 1934 à 1938, député MRP, vice-président de l'assemblée nationale, un des directeurs fondateurs des assurances chômage (Assedic).
- Théo Braun, permanent de la JOC durant l'occupation, dirigeant CFTC puis CFDT, ministre, président du Crédit Mutuel.
- François Brottes, député de l'Isère.
- Maurice Cayron, cofondateur des Villages vacances familles (VVF)
- Marcel Callo, responsable de la JOC de Rennes, mort en déportation, béatifié le 4 octobre 1987 par Jean-Paul II
- Bernard Comont, syndicaliste et homme politique français, ancien maire de Publier.
- Jean Courtecuisse, secrétaire de l’Union locale des syndicats libres de Dunkerque ; secrétaire fédéral adjoint du MRP ; adjoint au maire de Lambersart (1945-1947), conseiller général de Lille-Ouest (1945-1951), député du Nord (1945-1946)
- Lucien Croci, jociste de Rennes, mort en déportation.
- Daniel Delaveau, homme politique français, ancien maire de Rennes.
- Jacques Delors, syndicaliste à la CFTC-CFDT, ministre de l'Économie de 1981 à 1984 et président de la Commission européenne de 1985 à 1994.
- Abbé Roger Derry, 1900-1943, résistant, mort pour la France, ancien séminariste au Séminaire de Saint-Sulpice.
- Roger Dessagne, mineur, responsable JOC de Montceau-les-Mines, militant syndical et politique.
- Pierre Dharréville, écrivain, auteur-compositeur, député des Bouches-du-Rhône.
- Alain Bruneel, député du Nord.
- Eugène Descamps, syndicaliste français, secrétaire général de la CFTC puis de la CFDT
- Cécile Duflot, militante politique et écologiste française, ancienne ministre de l'égalité des territoires et du logement.
- Henri Duteil, résistant fusillé par les Allemands, le 10 février 1943.
- Louis Duval, bibliothécaire et archiviste français.
- Oreste Galiano, prieur et restaurateur de la Société du St Sépulcre de Nice, cofondateur du groupe traditionnel Nice la Belle.
- Lucien Ganne, résistant, pendu en même temps que son beau-frère Pierre Souletie le 9 juin 1944 à Tulle.
- Marcel Guénault, artisan, déporté à Buchenwald.
- André Guignand, cofondateur des Villages vacances familles (VVF)
- Émile Halbout, ancien député de l'Orne
- Charles Hoareau, syndicaliste CGT et homme politique marseillais, créateur du concept des Comités Chômeurs.
- Henri Hulin, président départemental et responsable fédéral des équipes de la JOC de l'Aisne, Député de la IVe République.
- Jean Ivoula, responsable fédéral de la JOC de la Réunion de 1980 à 1985, syndicaliste, conseiller général.
- André Jondeau, éditeur et militant associatif
- Fredo Krumnow, syndicaliste français
- Émile Le Beller, syndicaliste français.
- Jean-Yves Le Drian, militant jociste, député du Morbihan (1978-2007), maire de Lorient (1981-1998), Président du conseil régional de Bretagne (2004-2012), ministre de la Défense (2012-2017), ministre de l'Europe et des Affaires Étrangères (depuis 2017).
- André Le Ruyet, poète et écrivain.
- Pierre Loquet, militant nationaliste breton.
- Georges Mamy, journaliste et écrivain français
- Albert Maton, militant jociste. Résistant. Conseiller général. Député du Nord.
- François de Menthon, homme politique français et député de Haute-Savoie.
- Inès Minin, syndicaliste française, secrétaire nationale de la CFDT
- Léon Morandat dit Yvon Morandat (1913-1972), militant jociste. Résistant FFI, Compagnon de la Libération
- Catherine Peyge, femme politique française, ancienne maire de Bobigny
- Renée Prévert, députée d’Ille-et-Vilaine de 1945 à 1951.
- Robert Prigent, député du Nord de 1946 à 1951. Ministre de la population et de la santé publique (1945-1946). Ministre de l’agriculture. Sous-secrétaire d’État à la Présidence du Conseil.
- Daniel Prin, ancien directeur des Éditions de l'Atelier, conseiller général PS de Rezé-Bouaye (1982-1994).
- Michel Quoist, prêtre catholique français et écrivain spirituel.
- Jacques Salvator, homme politique français, ancien maire d'Aubervilliers de 2008 à 2014.
- Yves Urieta, homme politique français, ancien maire de Pau.
- André Villette, ancien directeur des Éditions ouvrières, homme politique, ancien maire de Fresnes et ancien conseiller général du Val-de-Marne.
- Joseph Wresinski, fondateur d'ATD Quart-monde.

#### Anciens aumôniers de la JOC et JOCF de France
- Joseph Cardijn, premier aumônier de la JOC belge, fondateur du mouvement.
- Georges Guérin, premier aumônier de la JOC de France.
- Palémon Glorieux, aumônier de la JOCF
- Stéphane-Joseph Piat, aumônier fédéral de la Ligue ouvrière chrétienne (LOC)
- Jean Rodhain, aumônier de la JOCF de Paris-sud, premier secrétaire général du Secours Catholique.
- Emmanuel Lafont, aumônier diocésain et régional de la JOC de Tours de 1977 à 1983, aumônier de la JOC d’Afrique du Sud, évêque de Cayenne.
- André Lacrampe, aumônier national de la JOC de France de 1975 à 1978.
- François-Mathurin Gourvès, aumônier diocésain de la JOC du Morbihan de 1957 à 1967, évêque de Vannes.
- Hubert Barbier, aumônier diocésain de la JOC de Vendée de 1955 à 1970, évêque d'Annecy puis de Bourges.
- Christian Nourrichard, aumônier diocésain de la JOC de Rouen, évêque d’Évreux.
- Camille Folliet, aumônier diocésain de la JOC d'Annecy, résistant mort au combat.
- Sauveur Casanova, aumônier diocésain de la JOC de Corse, évêque d'Ajaccio.
- Yves de Montcheuil, aumônier diocésain de la JOC, résistant, fusillé par les allemands.
- Michel Pollien, aumônier ACO-JOC de 1968 à 1978, évêque auxiliaire de Paris.
- Georges Béjot, aumônier JOC, évêque auxiliaire de Reims.
- Daniel Pizivin, aumônier national
- Jean Courteaudière aumônier national
- Noël Roncet aumônier général de la JOC de France
- Jean-Pierre Bourget
- Alain Bubel
- José Bourau (JOC France et CIJOC)
- Gérard Mouchard
- Noël Boffet
- Jacques Rochelandet
- Christophe Buisse, aumônier général de la JOC de France de 2015 à 2020.
- Antonio Tejado, aumônier national de la JOC depuis septembre 2020

## La JOC au Canada français

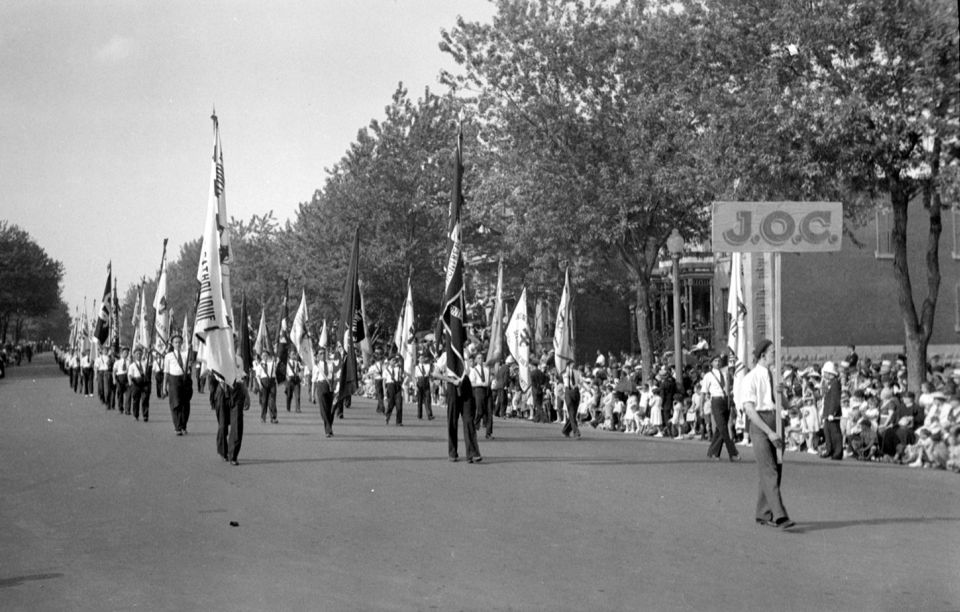
Mouvement de la Jeunesse ouvrière catholique lors du défilé de la Saint-Jean à Montréal en 1937

Au Canada, on parle de la Jeunesse ouvrière catholique, dont l'acronyme est évidemment le même, et dont la fondation remonte à 1932. La même année est fondée la Jeunesse ouvrière catholique féminine (JOCF) par l'abbé Henri Roy, oblat d'origine ouvrière.

## Organisation internationale
La JOC est aujourd'hui présente dans plus d'une cinquantaine de pays par le biais de deux organismes internationaux : la Jeunesse Ouvrière Chrétienne Internationale (JOCI) et la Coordination Internationale des Jeunesse Ouvrière Chrétienne (CIJOC).
La JOC Internationale, créée en 1957, bénéficie d'un statut officiel auprès des organisations telles que l'Organisation Internationale du Travail (OIT), l'UNESCO, le Conseil économique et social (ECOSOC), l'Unité de la Jeunesse de l'ONU, l'Organisation pour l'alimentation et l'agriculture (FAO) ainsi que la Conférence des Organisations Internationales Catholiques (COIC).
La Coordination internationale JOC a quant à elle été fondée en 1987 et est reconnue depuis 1989 comme organisation internationale catholique par le Vatican